# Robin Sowa
Robin Sowa (* 15. Mai 1999 in Wolfen) ist ein deutscher Volleyball- und Beachvolleyballspieler.

## Karriere Halle
Sowa spielte seit 2007 Hallenvolleyball in seiner Heimatstadt beim VC Bitterfeld-Wolfen. 2014 wechselte der Diagonalangreifer zum VC Olympia Berlin, mit dem er 2017/18 in der zweiten Bundesliga spielte. Er war auch in der Junioren-Nationalmannschaft aktiv.

## Karriere Beach

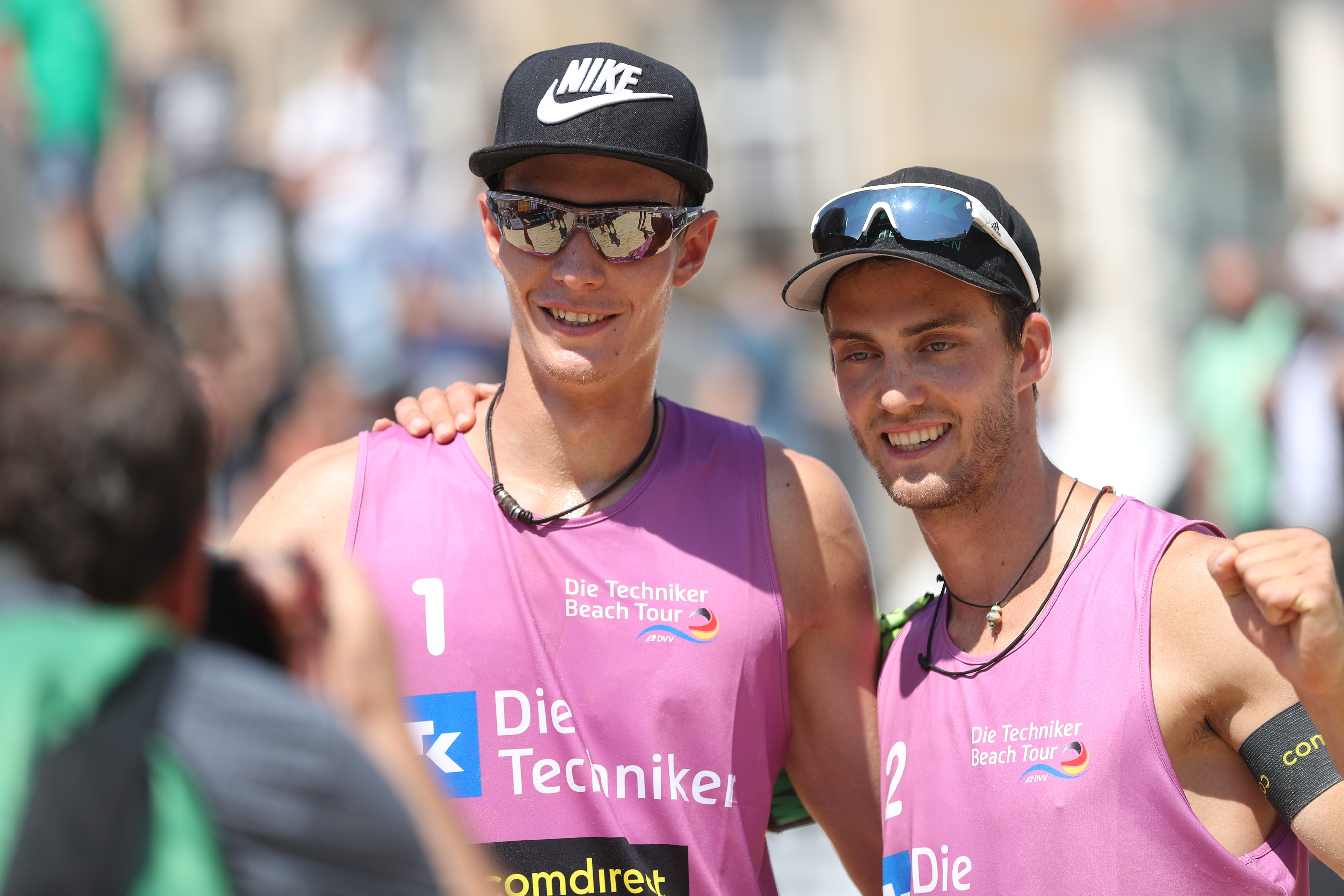
Robin Sowa und Clemens Wickler in Dresden (2018)

Sowa ist seit 2013 auch im Beachvolleyball aktiv. Mit Hannes Kinitz und Maximilian Lukas Schmidt spielte er auf zahlreichen Sachsen-Anhalter und Deutschen Jugend-Meisterschaften. 2015 belegte Sowa an der Seite von Simon Kulzer bei der U18-Europameisterschaft in Riga Platz 17 und wurde mit Jonas Sagstetter in Magdeburg Deutscher U17-Meister. Von Juli 2016 bis 2017 war der Dachauer Lukas Pfretzschner sein Standardpartner. Pfretzschner/Sowa wurden auf Anhieb im tschechischen Brno U18-Europameister. 2017 und 2018 waren Dan John, Rudy Schneider, Daniel Wernitz und Eric Stadie Sowas Partner auf nationalen und internationalen Turnieren. Seit 2019 ist Lukas Pfretzschner wieder sein Partner. Pfretzschner/Sowa starteten auf der Techniker Beach Tour und auf der FIVB World Tour. Bei der U21-WM in Udon Thani wurden sie Fünfte, bei der U22-EM in Antalya Zweite und bei der deutschen Meisterschaft Neunte. 2020 starteten sie mit einem dritten Platz beim 2-Sterne-Turnier in Phnom Penh. 2021 gewannen Pfretzschner/Sowa das letzte Turnier der Qualifier-Serie für Timmendorf in Berlin. Anfang September erreichten sie bei der deutschen Meisterschaft Platz fünf. Beim letzten 4-Sterne-Turnier der World Tour im November in Itapema wurden sie Neunte.
Auf den Turnieren der neugeschaffenen World Beach Pro Tour 2022 konnten Pfretzschner/Sowa zunächst keine vorderen Platzierungen erreichen. Erst im Juli erreichten sie beim Elite16-Event im schweizerischen Gstaad Platz fünf. Auf der German Beach Tour 2022 erreichten sie die Plätze drei, zwei und drei und gewannen das Turnier in Hamburg und bei der deutschen Meisterschaft erneut Platz fünf. Bei den Turnieren der World Beach Pro Tour 2023 konnten sich Pfretzschner/Sowa  bisher nicht für das Hauptfeld qualifizieren. Auf der German Beach Tour 2023 gewannen sie Anfang Juni erneut das Turnier in Hamburg. Beim letzten Turnier der Saison in Berlin standen die beiden erneut ganz oben auf dem Treppchen. Bei der deutschen Meisterschaft wurden sie Vierter.
2024 startete Sowa zusammen mit Maximilian Just. Auf der German Beach Tour gewannen sie in Düsseldorf und erreichten in München Platz fünf. Just/Sowa gewannen die internationalen Future-Turniere in Krakau und in Messina. Bei der Deutschen Meisterschaft 2024 erreichten sie Platz drei. 2025 spielt Sowa an der Seite von Jonas Reinhardt.

## Privates
Sowa ist mit der Beachvolleyballerin Chenoa Christ verlobt.